# Enzo Russo (scrittore)
Enzo Russo (Mazzarino, 1946) è uno scrittore italiano.

## Biografia
Enzo Russo è nato a Mazzarino, in Sicilia, dove ha completato gli studi laureandosi in giurisprudenza. Si è trasferito per lavoro prima a Napoli, poi a Roma e infine  in Lombardia, dove ha abitato prevalentemente a Monza, ma con frequenti ritorni al paese natale  Oltre all'attività di scrittore  ha collaborato come consulente editorale con Mondadori e ha lavorato ad alcune sceneggiature televisive e cinematografiche (fra l'altro quelle tratte dai suoi romanzi). È inoltre un riconosciuto esperto di problemi legati alla mafia  per cui svolge attività di sensibilizzazione nelle scuole su temi relativi a  mafia e bullismo. Ha fondato nel 2011 e presiede, nella nativa Mazzarino, l'associazione antiracket e antiusura "Noi e la Sicilia" .

## Opere

### Romanzi gialli
Sollecitato a scrivere dall'incoraggiamento paterno (come confessa lui stesso nell'intervista a Onda Due TV) già dal 1971 Enzo Russo pubblica romanzi thriller con gli pseudonimi di James A. Polsky e Vincent Russel. Seguono i romanzi di ambientazione romana Il caso Montecristo (1976), La tana degli Ermellini (1977) e I martedì del diavolo (1979) in cui "Roma è il centro di emanazione di un potere marcio, il luogo delle malefatte di ... persone che dovrebbero essere modelli morali, intrepidi difensori dei valori per coloro che li circondano, ma che in realtà diventano violenti esponenti del malcostume nazionale" . 
La stagione del pentitismo e la ridestata attenzione dei media alla lotta contro la mafia forniscono lo spunto per Un uomo di rispetto e Nessuno escluso (entrambi adattati poi per la televisione rispettivamente con interpretazioni di Michele Placido e Giancarlo Giannini), cui si affiancano Il quattordicesimo zero (Mondadori, 1990) e Nato in Sicilia (Mondadori,1992). In questi romanzi "Russo tenta di delineare il fenomeno Mafia attraverso una lettura dall'interno, quasi documentaristica, pur con qualche concessione al sensazionalismo giornalistico"
. 
Questi testi,  insieme ad altri di genere non giallo, come Saluti da Palermo (Mondadori, 1996), consolidano la fama dell'autore come esperto di mafia.   
Notevoli sono inoltre i suoi racconti riconducibili al genere giallo, pubblicati in riviste o in antologie di genere come Buon sangue italiano. Delitti e detectives del thrilling nostrano, una delle prime antologie di giallisti italiani pubblicata a cura di Raffaele Crovi (Rusconi, 1977).

### Giallo per ragazzi
Enzo Russo è stato molto attivo nel campo della letteratura per ragazzi. Ha scritto, per la collana "Il giallo dei ragazzi" di Mondadori, i quattordici volumi della serie di Rossana, così chiamati dal nome della protagonista (che è anche quello della figlia di Enzo Russo nella vita reale); i romanzi hanno avuto diffusione considerevole e sono tuttora in circolazione nei circuiti dell'usato per collezionisti. Per la collana "I Nuovi Adulti" (Torino, Sei, 1977) ha scritto inoltre La banda Capparucci, con il significativo sottotitolo Come si scrive un giallo; mentre procede con il racconto, infatti, l'autore si sofferma a spiegare ai giovani lettori come ha composto la sua pagina, con digressioni sul modo di rendere realistici i dialoghi o sulla tecnica che lui chiama del "salto", trasformando il libro in una sorta di manuale per giovani giallisti.

### Generi vari
In varie occasioni Enzo Russo si è dedicato alla saggistica, con numerosi testi di argomento siciliano (fra cui spicca una raccolta di lessico dialettale di Mazzarino) e altri che testimoniano un particolare interesse per l'automobilismo (a partire da La cometa Gilles, una biografia del pilota canadese Gilles Villeneuve pubblicata dalla rivista di automobilismo "Rombo" nel 1982).

### Romanzi gialli
- [come James A. Polsky] Un duro calibro 38, Roma, Maga, 1971
- [come Vincent Russel] Una sporca storia, Roma, Maga, 1972
- Dossier America 2, Torino, SEI, 1976
- Il caso Montecristo, Milano, Mondadori, 1976
- La tana degli ermellini, Milano, Mondadori, 1977
- Villa reale residence, "Gialli Italiani Mondadori", 14, Milano, 1978
- I giovedì del diavolo, Milano, Mondadori, 1979
- Uomo di rispetto (stampato in prima edizione come anonimo), Milano, Mondadori, 1988
- Nessuno escluso, Milano, Mondadoir,1995
- Il quattordicesimo zero, Milano, Mondadori, 1990
- Nato in Sicilia, Milano, Mondadori, 1992
- Né vendetta, né perdono, Milano, Mondadori, 2000
- Niente per cui morire, Milano, Mondadori, 2010

### Serie Rossana
Nella collana "Il Giallo dei Ragazzi" di Mondadori, con uscite a cadenza mensile 
- n.91 Giusi è scomparsa, giugno 1975
- n.92 Lo squalo dell'Isolabella, giugno 1975
- n.93 La tigre del Bengala, giugno 1975
- n.98 Il professor Nemecsek, dicembre 1975
- n.100 Un insolito killer, febbraio 1976
- n.108 La volpe rossa, agosto 1976
- n.113 Caccia al microfilm, gennaio 1977
- n.118 Sequestro a mano armata, giugno 1977
- n.123 Pasqua a Parigi, novembre 1977
- n.129 Il vagone scomparso, maggio 1978
- n.135 La cugina Lilli, novembre 1978
- n.145 Saccal l'importatore, settembre 1978
- n.156 Rossana contro tutti, agosto 1980
- n.168 Un detective nei guai, agosto 1981

### Altri romanzi per ragazzi
- La banda Capparucci, Torino, SEI, 1977
- In fondo al rettilineo, Milano, La Sorgente, 1982
- Un papà... tuttofare, Bologna, GradoZero, 2010

### Altri
- Banchi di nebbia, Milano, CDE, 1981
- Gli acrobati della formula 1, Milano, Sonzogno, 1982
- La cometa Gilles. La vera storia di Villneuve, Milano, Rombo-edizioni, 1983
- Saluti da Palermo, Milano, Mondadori, 1996
- Piloti biellesi: Giovanni Bracco, Umberto Maglioli, Milano, edizioni Simi, 1997
- Sicilia la terra del mito, San Giovanni Lupatoto, Arsenale editrice, 2003
- Memorie di un traditore, Milano, Mondadori, 2006
- Catania e i suoi paesi, Catania, Cavallotto, 2010
- Il seduttore, Palermo, Barion, 2014
- Incomprensibile Sicilia, Palermo-Roma, Sciascia, 2016

| Controllo di autorità | VIAF (EN) 79116157 · ISNI (EN) 0000 0000 7834 2458 · SBN SBNV006782 · LCCN (EN) n79099208 · GND (DE) 120020823 · J9U (EN, HE) 987007326162205171 |